# 1日分の野菜
『1日分の野菜』（いちにちぶんのやさい）は、伊藤園が製造・販売している野菜飲料の1シリーズ。2004年（平成16年）5月発売。

## 概要
その名のとおり、厚生労働省が推奨している1日摂取目標量の野菜に含まれる5つの主栄養成分（ビタミンC、β-カロテン、カルシウム、マグネシウム、カリウム）を手軽にバランス良く摂取できるようにした飲料。同社の『充実野菜』シリーズと同様に、主原料のにんじんには一般的な品種よりもβ-カロテンとGABAが豊富で糖度も高い品種を採用し、なおかつそれらが持つ美味しさと栄養素を引き出す独自の製法も導入している。
シリーズ品に、中性脂肪・血糖値・血圧それぞれの上昇抑制効果も備えた『栄養強化型 1日分の野菜』があり、こちらは機能性表示食品となっている。

## 原料
2024年現在の製品には、以下の野菜30品目と果物1品目を使用。

### 野菜
にんじん、トマト、赤ピーマン、きゅうり、インゲン豆、大根、ピーマン、メキャベツの葉、ケール、レタス、アスパラガス、カリフラワー、グリーンピース、冬瓜、緑豆スプラウト（もやし）、ブロッコリー、ゴーヤ、ごぼう、セロリ、モロヘイヤ、かぼちゃ、ヤーコン、あしたば、小松菜、パセリ、クレソン、キャベツ、ラディッシュ、ほうれん草、三つ葉

### その他
レモン